# 595년

## 연호
- 수(隋) 개황(開皇) 15년
- 신라(新羅) 건복(建福) 12년

## 기년
- 고구려(高句麗) 영양왕(嬰陽王) 6년
- 백제(百濟) 위덕왕(威德王) 42년
- 신라(新羅) 진평왕(眞平王) 17년
- 수(隋) 문제(文帝) 15년

## 사건
- 발칸 전역: 동로마 제국의 장군 프리스코스 휘하의 비잔틴 구호군이 다뉴브강 남쪽 기슭을 따라 노바(불가리아)까지 진군하다.

## 탄생
- 신라의 명장 김유신